# Åled
Åled – miejscowość (tätort) w Szwecji, w regionie administracyjnym (län) Halland, w gminie Halmstad.
Według danych Szwedzkiego Urzędu Statystycznego liczba ludności wyniosła: 1690 (31 grudnia 2015), 1812 (31 grudnia 2018) i 1807 (31 grudnia 2019).